# Il cerchio di gesso
Il cerchio di gesso è stata una rivista fondata a Bologna nel giugno del 1977 con l'obiettivo di comprendere le ragioni del movimento del Settantasette.

## Storia

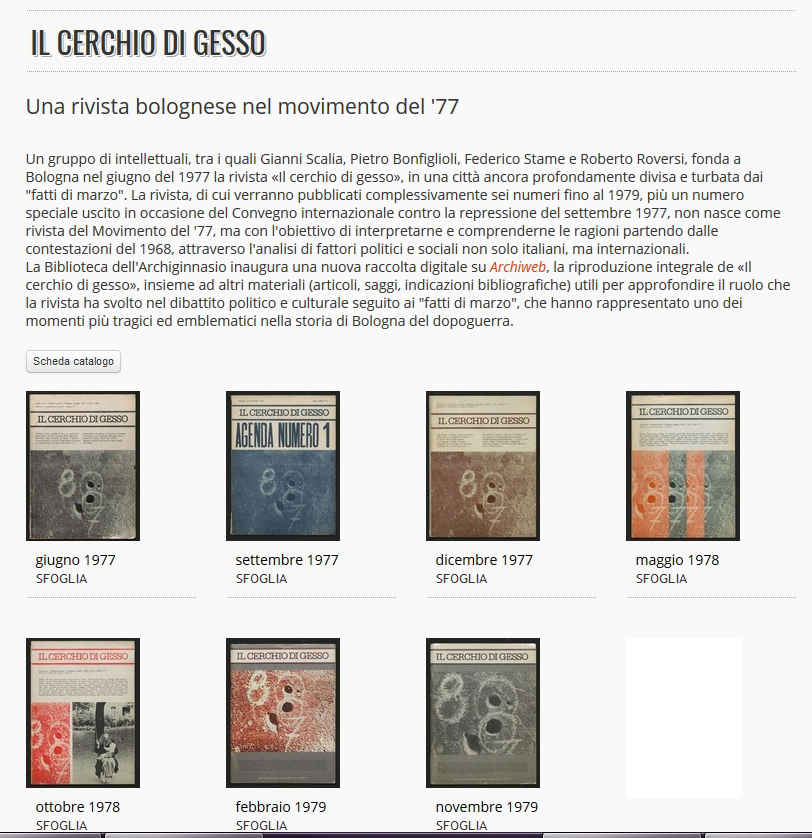
Il sito con la digitalizzazione integrale della rivista Il cerchio di gesso

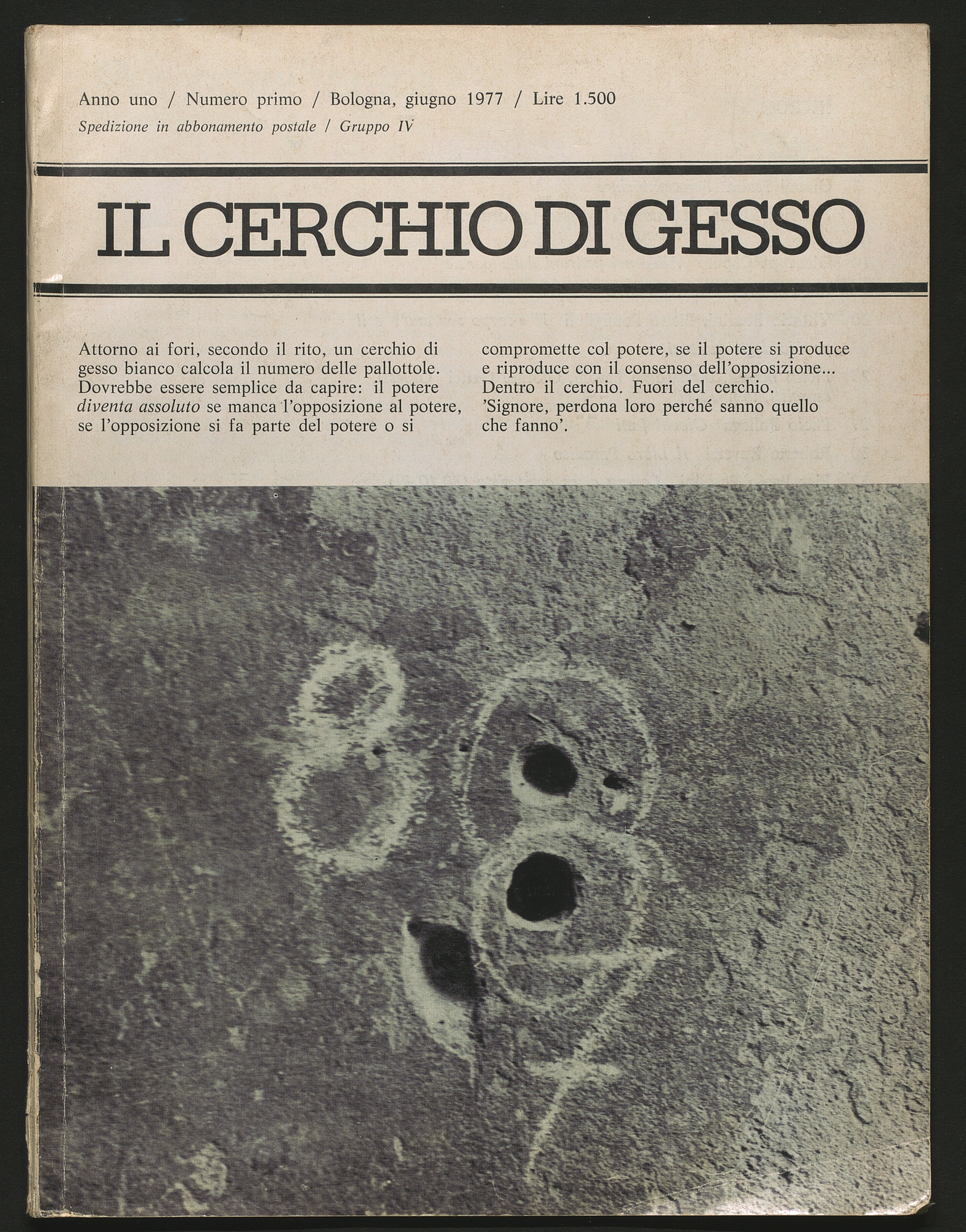
La copertina del primo numero de Il cerchio di gesso

Il cerchio di gesso fu fondata a Bologna, a pochi mesi dai fatti di marzo, da un gruppo di intellettuali tra i quali Gianni Scalia, Pietro Bonfiglioli, Federico Stame e Roberto Roversi, provenienti da esperienze politiche e culturali diverse, ma accomunati da un atteggiamento critico verso la politica di compromesso storico e di unità nazionale.
Fra il giugno del 1977 e il novembre del 1979 uscirono sei fascicoli, più uno speciale pubblicato in occasione del Convegno internazionale contro la repressione che si tenne nel settembre 1977.
Il titolo della rivista derivava dal segno che gli inquirenti tracciano, dopo una sparatoria, intorno ai fori prodotti dai proiettili. In questo caso si riferiva al segno lasciato sul muro della via Mascarella, a Bologna, dai proiettili esplosi dalle forze dell’ordine che la mattina dell’11 marzo 1977 avevano ucciso lo studente Francesco Lorusso. 
L'esperienza de «Il cerchio di gesso» rappresentò l'occasione per un ultimo tentativo di dialogo tra i fondatori, intellettuali vicini al movimento del Settantasette, e il P.C.I., ma l'incomunicabilità e l'incomprensione erano ormai insuperabili. La rivista chiuse nel novembre del 1979.

## Redattori e Collaboratori
Fra i collaboratori della rivista, oltre a Gianni Scalia, Pietro Bonfiglioli, Federico Stame e Roberto Roversi, Paolo Pullega, Giorgio Gattei, Giulio Forconi, Maurizio Maldini. Per la parte grafica Andrea Pazienza, Concetto Pozzati e per le fotografie Enrico Scuro.